# Horcajo de la Sierra (localidad)
Horcajo de la Sierra es una localidad española del municipio de Horcajo de la Sierra-Aoslos, perteneciente a la Comunidad de Madrid.

## Historia
A mediados del siglo XIX, el lugar, por entonces con ayuntamiento propio, tenía contabilizada una población de 342 habitantes. Aparece descrito en el noveno volumen del Diccionario geográfico-estadístico-histórico de España y sus posesiones de Ultramar de Pascual Madoz de la siguiente manera:

HORCAJO: l. con ayunt. de la prov., aud. terr. y c. g. de Madrid (15 1/2 leg.), part. jud. de Torrelaguna (1 1/2), dióc. de Toledo (27): sit. al N. y en la falda de un cerro llamado Horcajuelo; le combate fuertemente el viento N. y su clima frio, es generalmente sano: padeciéndose sin embargo en algunos años calenturas tifoideas: tiene 100 casas distribuidas en 5 calles y una plaza; hay casa de ayunt. en la que está la cárcel; escuela de instruccion primaria para niños á la que concurren 28 que se hallan á cargo de un maestro dotado con 700 rs.; otra de niñas cuya maestra recibe 400 rs. y una igl. parr. (San Pedro), servida por un párroco cuyo curato es de entrada, y de provision en concurso; y un beneficiado de real provision; tiene un anejo en Madarcos (Sta. Ana) y otro en la Aceveda (San Miguel), en el primero hay un beneficiado que nombra la universidad de Alcalá. El térm. se estiende 1/4 leg. de N. á S. y 1/2 de E. á O. y confina N. Robregordo; E. Horcajuelo; S. Madarcos, y O. Aceveda: se encuentra en él un caserio titulado de Avilos; una deh. boyal poblada de robles que se carbonea en su mayor parte; y 5 fuentes de buenas aguas de las que se utilizan los vec. para sus usos: al N. del pueblo pasa un arroyo llamado Madarguillos, sobre el que hay un puente de madera: el terreno es pedregoso, frio y de mala calidad. caminos: los que dirigen á los pueblos iimilrofes, en mal estado: el correo se recibe de Buitrago lodos los dias por un vecino que se encarga de recogerlo. prod.: centeno, lino y patatas, algo de trigo, cebada, frutas y nueces en abundancia: mantiene ganado lanar, vacuno y cabrio, y cria caza de perdices. ind. y comercio: la agrícola, 2 tejedores de lienzos del pais: y esportacion de lo sobrante. pobl.: 87 vec., 342 alm. cap. prod.: 127,771 rs. imp.: 57,571. contr.: segun el cálculo general y oficial de la prov. 9'65 por 100.
(Madoz, 1847, p. 225)

En 2009 el municipio de Horcajo de la Sierra cambió su denominación oficial por la de Horcajo de la Sierra-Aoslos, para incluir el nombre de la localidad de Aoslos, también parte del término municipal.